# VAPA
VAPA‏ (VAMP associated protein A) هوَ بروتين يُشَفر بواسطة جين VAPA في الإنسان.